# Ошейниковый травяной малюр
Оше́йниковый травяно́й малю́р (лат. Amytornis barbatus) — вид птиц рода травяных малюров из семейства малюровых. Выделяют два подвида.

## Этимология
Видовое название barbatus в переводе с латыни означает бородатый; само слово образовано от латинского barba — борода.

## Описание

### Внешний вид
Голова и горло птицы окрашены в белый цвет. На голова есть маска: через глаз проходит чёрная полоса, которая, не доходя до затылка, закругляется и образует ожерелье. Ещё одна чёрная полоса в виде дуги очерчивает щёки. Верхняя часть головы, затылок, грудь, спина и крылья чёрно-белые перепелиной расцветки. Клюв мощный, похож на вороний, чёрного цвета.
Брюшко и испод крыла — рыжевато-коричневые. Хвост длинный, больше длины туловища.

## Распространение

### Ареал
Ошейниковый травяной малюр обитает в центральной части Австралии. Является оседлым видом и не совершает миграций.

### Места обитания
Эту скрытную птицу трудно заметить. Она селится в зарослях травы или около болот в пустыне. Птицы живут небольшими стайками.